# José do Patrocínio

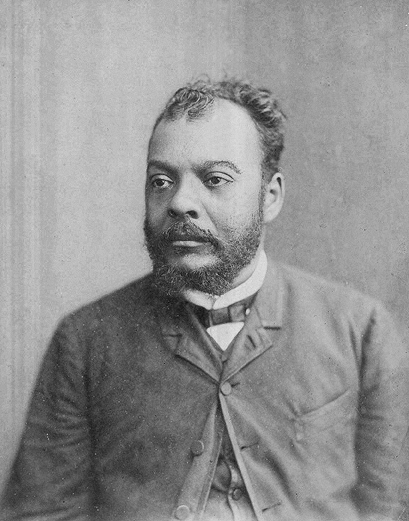
Brasilianischer Schriftsteller und Sklaverei-Gegner José do Patrocínio

José Carlos do Patrocínio (* 9. Oktober 1853 oder 8. Oktober 1854 in Campos dos Goytacazes, im heutigen Bundesstaat Rio de Janeiro; † 30. Januar 1905 in Rio de Janeiro) war ein brasilianischer Journalist, Schriftsteller, Verleger und politischer Aktivist.

## Leben
Optisch als Person mit farbigen Vorfahren zu erkennen, wurde er insbesondere durch seine abolitionistischen Schriften zu einer herausragenden Figur in der Anti-Sklaverei-Bewegung Brasiliens ab 1879. Patrocínio verfasste die Erklärung politischer Ziele und Absichten, welche 1883 als Manifesto da Confederação Abolicionista öffentlich gemacht wurde. 
Seine Romane, Erzählungen und Satiren hingegen, sind heute kaum noch bekannt. Das Werk Patrocínios umfasst drei Romane, von denen Mota Coqueiro ou A pena de morte (1887) der meistrezipierte Roman ist.
Zwischen 1887 und 1893 verlegte er und schrieb auch selbst unter Pseudonym an der Zeitschrift A Cidade do Rio deren Veröffentlichung Patrocínio wegen eines Publikationsverbotes letztlich einstellen musste. 

## Werk
- 1875: Os Ferrões. zweiwöchentliches Satireblatt, 10 Ausgaben, in Zusammenarbeit mit Dermeval Fonseca.
- 1887: Mota Coqueiro ou A pena de morte. Roman.
- 1879: Os retirantes. Roman.
- 1883: Manifesto da Confederação Abolicionista. politisches Manifest.
- 1884: Pedro Espanhol. Roman.
- 1885, 17 de mayo: Conferencia pública, Konferenzbeitrag.
- ohne Jahr: Associação Central Emancipadora. 8 Mitteilungsblätter.